# Клоудина
Клоудина (Cloudina) — рід організмів едіакарскої біоти, вимерлий на початку кембрійського періоду. Є єдиним родом у родині клоудинід (Cloudinidae). Знайдені скам'янілості являють собою ланцюжок вставлених один в одного конічних утворень. Зовнішній вигляд живого організму невідомий. Названий на честь геолога і палеонтолога XX століття Престона Клауда.
Клоудина належить до керівних копалин для верхнього едіакарію: наявність у породах асоціації клоудини та намакалатуса надійно вказує саме на такий вік цих порід. Час вимирання клоудини добре збігається з часом короткого, але сильного падіння концентрації вуглецю-13 на межі едіакарію та кембрію, 550 млн років тому.

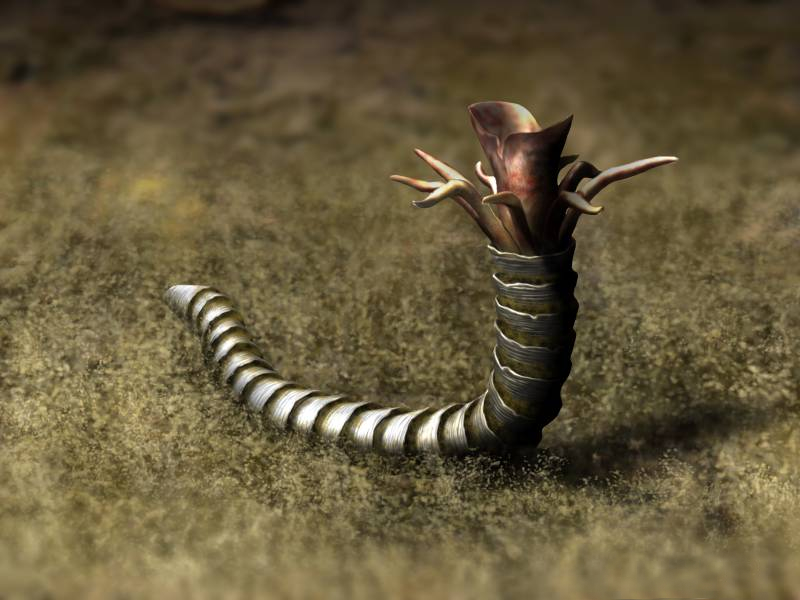
Реконструкція Cloudina hartmannae зі спекулятивними ротовими структурами

## Види
- C. hartmannae Germs, 1972
- C. riemkeae Germs, 1972
- C. lucianoi Beurlen & Sommer, 1957
- C. sinensis Zhang, Li et Dung, 1992
- C. carinata Cortijo, Musa et al., 2009